# Vestale (Canova)
La Vestale, anche citata come Vestalis o Erma di Vestale, è un busto marmoreo scolpito dal veneto Antonio Canova (1757-1822) con ogni probabilità dopo il 1818 su commissione del banchiere milanese Luigi Uboldi ed esposto alla Galleria d'Arte Moderna di Milano. Il modello in gesso, del 1819, è conservato presso la Gipsoteca canoviana di Possagno, Treviso. Sul bordo inferiore è incisa la dicitura VESTALIS.

## Storia e descrizione
L'opera fu trasferita nel 1902 dal deposito della Pinacoteca di Brera ma si ignora come fosse lì giunta dopo essere stata di proprietà dell'Uboldi che l'aveva commissionata all'artista veneto.
Opera della maturità del Canova, la Vestale è parte di una serie di teste muliebri che forse idealizzano in ritratto i componenti della famiglia Bonaparte, a cui il Canova era artisticamente legato; nella serie di teste si evidenzia la ricerca di un canone di bellezza muliebre ispirata agli antichi cliché classici. La Vestale segue la Testa di Clio o Calliope (1811) oggi esposta a Palazzo Pitti a Firenze, prima della serie dei ritratti ispirati alla mitologia greca (Erato, Polimnia), dalla letteratura (Elena, Saffo, Laura, Eleonora d'Este, Corinna, Lucrezia d'Este) e da figure allegoriche (La Riconoscenza, Erma della Filosofia), opere che differiscono fra di loro solo per piccole variazioni formali.
Fra queste differenze spicca, nella Vestale della Galleria d'Arte Moderna, la presenza di un velo che incornicia il viso dell'erma in modo da lasciarne soperto il solo volto fino all'attaccatura dei capelli, citazione di alcune opere precedenti (un'Erma al Museo Nazionale Romano, la Virgo vestalis delle Gallerie fiorentine e la Pudicitia dei Musei vaticani).
La Vestale del 1818-1819 anticipa, in grande misura, le opere dei continuatori del Canova (Pompeo Marchesi in primis) e nei romantici capeggiati da Nicola Schiavone.